# 보이스홈
보이스홈(영어: Voice-Home)은 인공지능 클라우드 기반의 음성인식 시스템이다.

## 상세
보이스홈은 스마트홈 시스템 Hi-oT와 연동해 스마트폰 어플리케이션 및 음성으로 집을 제어한다. 또한 날씨 및 개인 일정 조회, 빌트인 기기, 조명, 난방 제어 등 호출 명령어를 통해 가능하다. 외출 시에는 Hi-oT를 통해 가스벨브 차단, 엘리베이터 호출 등이 가능하다.
호출 명령어는 "하이, 알라딘"이다.

## 같이 보기
- 현대건설
- 스마트홈
- 음성 인식